# 寺西閑心
寺西 閑心（てらにし かんしん、生没年不詳）は、江戸時代前期に活躍した侠客、剣術家である。

## 経歴・人物
尾張に生まれる。初めは当時下総の古河藩主であった土井利隆に仕えたが、万治元年（1660年）利隆が隠居したことにより江戸に入った。
後に剣術を庶民に対し伝達したが、侠客となり深見重左衛門と親交を深めた。晩年は赤坂にて侠客の集団である「六法組」に属する13人余りを斬った後に下野に亡命したとみられているが、その後の経歴については不明。